# FTD (album)
FTD är en officiell samlareetikett för olika skivor med Elvis Presley som sedan 1999 ges ut av skivbolaget RCA.
Syftet är att ge ut skivor med Elvis som kan intressera seriösa Elvisfantaster och seriösa samlare. Material som annars inte hör till det som RCA ger ut till den stora marknaden. Skivorna marknadsförs via fanklubbar, speciella tidningar, speciella handlare, och hängivna maillistor på internet. Skivorna distribueras via Graceland i USA. Man kan köpa skivorna där på plats, eller via postorder.
Skivornas innehåll är oftast livematerial, ibland hela konserter, studiomaterial från olika perioder under karriären, nyutgivningar av tidigare släppta skivor plus bonusmaterial.